# Угольников, Игорь Артёмович
Игорь Артёмович Угольников (род. 2 марта 1997, Нижнекамск, Татарстан) — российский хоккеист, нападающий.

## Биография
Воспитанник школы нижнекамского «Нефтехимика». С сезона 2013/14 — игрок команды МХЛ «Реактор». С сезона 2016/17 стал играть в ВХЛ, выступал за команды «Ариада-НХ» (2016/17), «Молот-Прикамье» (2017), «Спутник» (2017—2018), ЦСК ВВС (2018/19), «Лада» (2019/20), «Нефтяник» Альметьевск (2020/21), «Дизель» (2021), «Зауралье» (2021—2022). Сезон 2022/23 начал в команде чемпионата Белоруссии «Химик» Новополоцк. Вскоре перешёл в «Металлург» Жлобин, в составе которого стал чемпионом Белоруссии. Летом 2023 года перешёл в подмосковный «Витязь», провёл 47 матчей в КХЛ. 3 мая 2024 года был обменян в «Адмирал», через четыре месяца был обменян на денежную компенсацию в московское «Динамо» и стал играть за фарм-клуб «Динамо» Санкт-Петербург в ВХЛ.